# Tour Trappola
La tour Trappola (en italien : Torre della Trappola) est une fortification côtière située dans la zone marécageuse du même nom dans la municipalité de Grosseto, entre la localité de Principina a Mare et l'embouchure du fleuve Ombrone, à l'extrémité Nord du parc naturel de la Maremme en Toscane.

## Histoire
La fortification a été construite à l'époque médiévale pour garder un port fluvial près de l'embouchure de l'Ombrone et comprenait l'édifice actuel, les anciennes salines, un ensemble de bâtiments (servant de douane et d'entrepôt) culminant avec une petite tour, une courtine et la petite église Sant'Antonio da Padova alla Trappola.
L'ensemble du complexe médiéval est resté intact jusqu'à la seconde moitié du XVIIIe siècle, lorsque l'activité de collecte et de production de sel a définitivement cessé. À la même époque, la tourelle secondaire et la courtine sont démolies et l'église est supprimée. Le complexe commença à n'exercer que la fonction de douane jusqu'à sa complète cession ; il est depuis devenu une propriété privée.

## Description
La tour Trappola est située près du littoral, à droite du cours du fleuve Ombrone, en un point d'où la tour de Castel Marino et la tour de Collelungo sont clairement visibles.
Le bâtiment présente un soubassement en briques en forme de pyramide tronquée, au-dessus duquel se développe, sur deux niveaux supplémentaires, le bâtiment de section quadrangulaire aux murs crépis. L'accès est possible par une porte d'entrée, avec un arc en plein cintre, située sur la mezzanine et accessible par un escalier caractéristique. Le couronnement architectural, présent au moins jusqu'à la seconde moitié du XVIIIe siècle, a été remplacé par un toit en pente sur les quatre côtés, résultat de rénovations.